# ケヴィン・スミス (バスケットボール)
ケヴィン・スミス（Kevin Smith、1989年5月28日 - ）は、アメリカ合衆国テネシー州出身のプロバスケットボール選手である。ポジションはフォワード。

## 来歴
テネシー州のマーフリーズボロ出身。Riverdale High School在籍時の3年間で学校歴代最多得点を記録した。1,2年生のときは優秀選手に選ばれ、3年生のときにはポジションをフォワードからポイントガードに変え、Riverdale High Schoolの1988年以降初となる地区タイトル獲得に貢献し、7-AAAのFirst-Teamに選出された。
リッチモンド大学（アトランティック10カンファレンス所属）では4年間で134試合に出場。2010-11シーズンは1試合平均3.10本のアシストを記録してカンファレンス10位。アシスト・ターンオーバー比（assist/turnover）は2.78でカンファレンス1位、全米でも10番目。アトランティック10のAll-Defensive Teamに選出された。チームはアトランティック10カンファレンス3位でカンファレンストーナメントに進出。トーナメントを勝ち進み、決勝戦では35分間出場で12得点を上げて優勝に貢献した。続いて、NCAA男子バスケットボールトーナメントでも勝ち進み、全米ベスト16進出に貢献した。
2011年8月、日本プロバスケットボールリーグ（bjリーグ）の高松ファイブアローズと契約し、プロ選手となる。背番号は大学時代と同じ12番。
高松を退団した後、2012年9月にルクセンブルクのT71と契約。

## 経歴
- Riverdale High School - University of Richmond（2007年-2011年） - 高松ファイブアローズ（2011年-2012年）